# Medenîci
Medenîci (în ucraineană Меденичі) este o așezare de tip urban din raionul Drohobîci, regiunea Liov, Ucraina. În afara localității principale, nu cuprinde și alte sate.

## Demografie
Componența lingvistică a așezării de tip urban Medenîci
     Ucraineană (99,55%)
     Alte limbi (0,3%)
Conform recensământului din 2001, majoritatea populației așezării de tip urban Medenîci era vorbitoare de ucraineană (99,55%), existând în minoritate și vorbitori de alte limbi.